# Le Mur des oubliés
Pour plus de détails, voir Fiche technique et Distribution.
Le Mur des oubliés est un documentaire français de Joseph Gordillo sorti en 2008.

## Synopsis
Le réalisateur part sur les traces de son grand-père, un  maquisard assassiné par la  garde civile en 1946 hâtivement enterré dans une fosse commune. Pour réhabiliter le grand-père et pour honorer les morts oubliés de l'anti-franquisme Joseph Gordillo et son père demandent à la municipalité de faire exhumer le corps. Ce qui a commencé comme une recherche personnelle du réalisateur, devient petit à petit une quête collective. Les langues se délient, ceux qui ont connu la dictature racontent la répression et les exécutions sommaires, les jeunes prennent conscience du passé : les villageois se mettent à rechercher les fosses communes ; la municipalité envisage d'élever un monument à la mémoire des défunts. Les témoignages alternent avec des évènements historiques de l'époque évoquée.

## Fiche technique
- Réalisateur : Joseph Gordillo
- Comedienne : Hélène Sautjeau
- Producteur : Stéphane Bubel
- Durée : 82 minutes en version salle de cinéma et 52 minutes en version TV.
- Production : La bascule avec France 3 LCA et Mosaïk TV
- Tournage : à partir de 2004, pendant plusieurs mois, répartis sur trois ans

## Thématique du film
Le Mur des Oubliés traite de l'histoire et de l'amnésie de la société espagnole au sujet des exécutions de républicains durant la période franquiste. Le documentaire se déroule dans la Vallée d'Abdalajís, dans la comarque Antequera, province de Malaga, lieu de la recherche. Le réalisateur, petit-fils d'un républicain fusillé, développe le documentaire comme l'image d'un village durant la guerre civile et la répression, tandis que l'on cherche les fosses communes où les victimes sont enterrées. Joseph Gordillo a affirmé : 
« J'ai toujours vu mon père angoissé, mais je ne savais pas pourquoi. Les années passant, j'ai eu l'intuition que cela avait à voir avec la photo du grand-père qui était accrochée en haut des escaliers. »
En 2004, après avoir visité la localité malaguène où son grand-père a été fusillé, il a une conversation avec son père  qui éclaire ces évènements et il commence le documentaire.